# Delicatessen

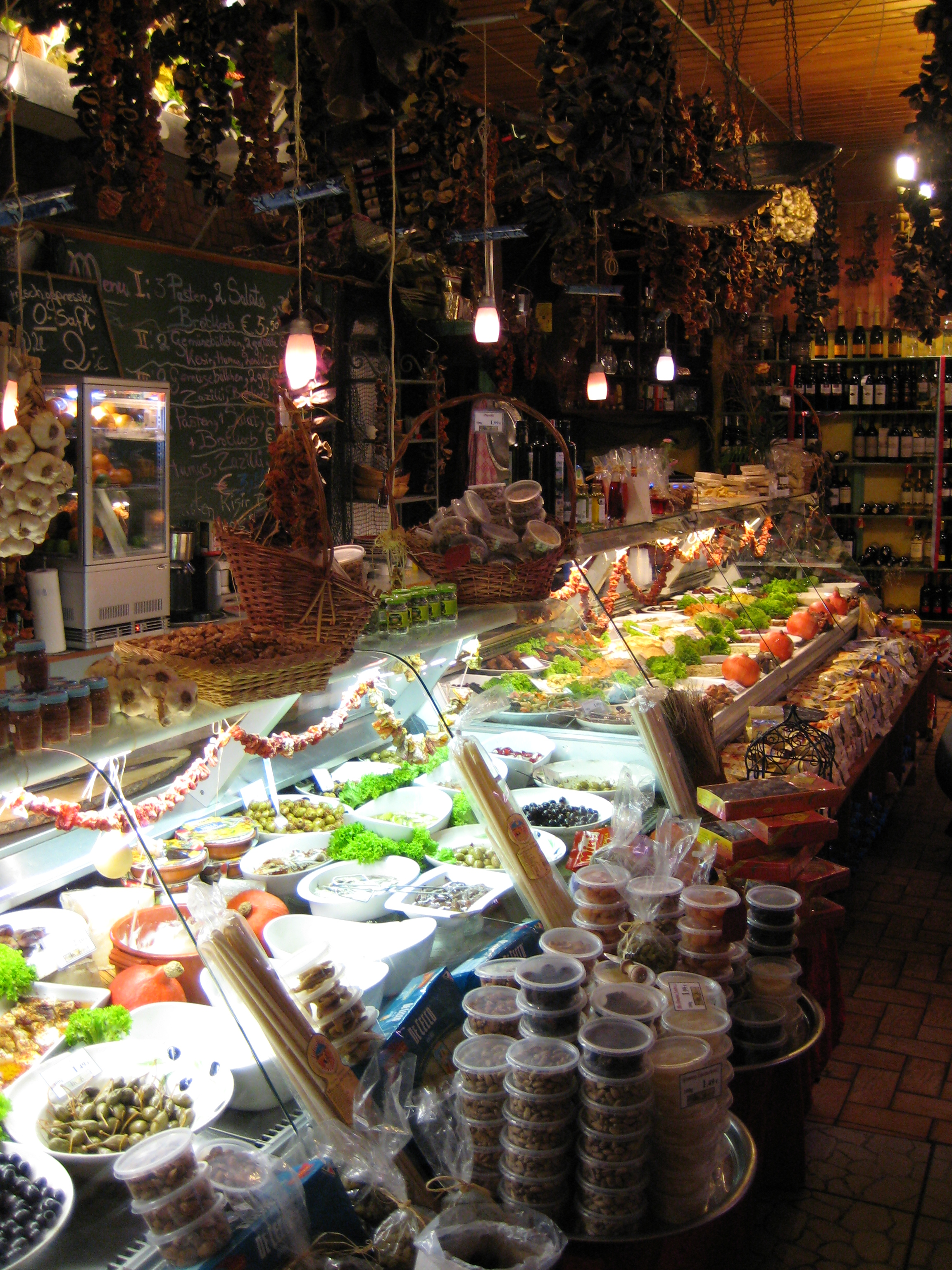
Delicatessenzaak in Berlijn

De term delicatessen is het meervoud van delicatesse, een bijzondere, exclusieve en vaak cultuurgebonden lekkernij. Daarnaast is de term in gebruik als delicatessen-etablissement, afgekort tot deli (in het Engels, en vooral in Noord-Amerika en Australië), waar delicatessen worden verkocht, vaak geprepareerd, en vaak ook genuttigd. De afgekorte vorm 'deli' heeft connotaties met het Engelse woord delicious (heerlijk).
Het aangeboden voedsel kan bijvoorbeeld een dikbelegde sandwich zijn die ter plekke naar wens van de klant wordt samengesteld. Men kan deze dan meenemen of ter plekke opeten wanneer deze gelegenheid geboden wordt. In de Verenigde Staten werd dit menu begin twintigste eeuw door Europese Joodse en andere immigranten ingevoerd, traditioneel opgediend met een zure augurk ('pickle') en soms met zuurkool. De naam 'delicatessen' wordt gedacht vooral via de Duitse taal te zijn ingevoerd en het Duits heeft het oorspronkelijk weer van de Franse taal.
Men vindt de originele 'deli's' vooral in de grote steden in Noord-Amerika, met name de Joodse deli's in New York, waar ze populair zijn bij het publiek om er te lunchen.
Veel Noord-Amerikaanse supermarkten richten een deel van hun winkel in als deli om een toegevoegde waarde te geven aan de producten die ze verkopen.